# Úrsulo Galván (Veracruz)
Úrsulo Galván es una localidad del estado mexicano de Veracruz. Es cabecera del municipio de Úrsulo Galván.

## Demografía
| Censo | Población |
| ----- | --------- |
| 1900  | 834       |
| 1910  | 1278      |
| 1921  | 646       |
| 1930  | 918       |
| 1940  | 1349      |
| 1950  | 1605      |
| 1960  | 2296      |
| 1970  | 2637      |
| 1980  | 4626      |
| 1990  | 5109      |
| 1995  | 5186      |
| 2000  | 5090      |
| 2005  | 5160      |
| 2010  | 5259      |
| 2020  | 5642      |